# Bad Medicine
Bad Medicine ist ein Lied von Bon Jovi aus dem Jahr 1988, das von Jon Bon Jovi, Richie Sambora und Desmond Child geschrieben wurde. Es erschien auf dem Album New Jersey.

## Geschichte
Der Song wird durch ein konstantes Spiel auf dem Keyboard von David Bryan hervorgehoben, das am Anfang und bei mehreren Solis genauer definiert ist, sowie die deutlich im Vordergrund tretenden Gitarrenriffs von Richie Sambora. Sowohl Leadgesang als auch Hintergrundgesang übernahm Jon Bon Jovi persönlich. Bad Medicine ist einer der fröhlicheren und härter rockenden Songs des Albums New Jersey.
Gegen Ende des Liedes sagt Jon, dass er außer Atem ist und gehen muss, aber dann gibt er nach und sagt: „I’m not done...one more time, with feelin’“ (deutsch: „Ich bin noch nicht fertig... noch einmal mit Gefühl!“) und zum Schluss beenden Bon Jovi das Lied mit einer Wiederholung des Refrains.
Bad Medicine wird auch heute noch bei vielen Rocksendern gespielt und genießt da auch eine hohe Beliebtheit, daher ist es bei vielen Live-Auftritten fester Bestandteil. Allerdings wird dieser meistens als Medley mit den Isley-Brothers-Klassiker Shout aus dem Jahr 1959 vorgetragen.
Die Veröffentlichung war am 3. September 1988.
Ebenso erhältlich ist das Lied auf den Kompilationen Cross Road, Greatest Hits, One Wild Night Live 1985–2001, dem Akustik-Album This Left Feels Right und in den Konzertfilmen Live from London und Crush Tour.
In dem Film Jay und Silent Bob schlagen zurück und in der Episode Spock, Kirk und ein Leistenbruch von Young Sheldon konnte man den Song hören. In der Episode Bis dass der Tod euch scheidet von den Simpsons folgte eine Anspielung auf das Lied.

## Musikvideo
Zum Lied existieren zwei Musikvideos: Eins auf Basis eines Mitschnitts eines Live-Konzerts und ein deutlich bekannteres: Im zweiten Clip stehen viele junge Fans von Bon Jovi Schlange, um im Video auftreten zu können. Diese Menge wird von Sam Kinison anfeuernd gefragt, ob sie ein besseres Video von Bon Jovi drehen können als das Kamerateam. Die Menge bejaht dies enthusiastisch, erhält Kameras und stürmt, um zu filmen, die Bühne, auf der Bon Jovi auftreten.

## Kommerzieller Erfolg

### Chartplatzierungen
| ChartsChartplatzierungen       | Höchstplatzierung | Wochen |
| ------------------------------ | ----------------- | ------ |
| Deutschland (GfK)              | 54 (7 Wo.)        | 7      |
| Schweiz (IFPI)                 | 14 (8 Wo.)        | 8      |
| Vereinigte Staaten (Billboard) | 1 (20 Wo.)        | 20     |
| Vereinigtes Königreich (OCC)   | 17 (8 Wo.)        | 8      |

| ChartsJahrescharts (1988)      | Platzierung |
| ------------------------------ | ----------- |
| Vereinigte Staaten (Billboard) | 41          |

### Auszeichnungen für Musikverkäufe
| Land/Region                  | Auszeichnungen für Musikverkäufe (Land/Region, Auszeichnung, Verkäufe) | Verkäufe |
| ---------------------------- | ---------------------------------------------------------------------- | -------- |
| Australien (ARIA)            | Platin                                                                 | 70.000   |
| Neuseeland (RMNZ)            | Gold                                                                   | 15.000   |
| Vereinigtes Königreich (BPI) | Silber                                                                 | 200.000  |
| Insgesamt                    | 1× Silber · 1× Gold · 1× Platin ·                                      | 285.000  |

Hauptartikel: Bon Jovi/Auszeichnungen für Musikverkäufe

## Coverversionen
- 1999: Richie Sambora
- 2001: Eric Turner, DJ Ashba & Jizzy Pearl
- 2006: Viva Voce